# Jadílson
José Jadilson dos Santos Silva, mais conhecido como Jadilson (Maceió, 4 de dezembro de 1977), é um ex-futebolista brasileiro que atuava como lateral-esquerdo.

## Carreira
O lateral  foi revelado pelo CRB no final da década de 1990, Jadilson desde cedo já mostrava talento, desenvoltura nos gramados e se destacava entre os jogadores. Da Pajuçara, saiu para para a Portuguesa e rodou por Botafogo, Guarani e Consadole Sapporo - Japão.
A carreira ganhou força no Fluminense, Goiás e São Paulo. Em 2007, foi até campeão brasileiro pelo Tricolor Paulista.
Teve a melhor fase de sua carreira no Goiás nos anos de 2005 e 2006, conquistando inclusive prêmios individuais, como o de melhor lateral-esquerdo do Campeonato Brasileiro de 2005. Chamou a atenção do São Paulo e foi contratado no início de 2007.
Em 2008 teve passagem pelo Cruzeiro, mas tinha uma má relação com o técnico Adílson Batista e mais uma vez pouco atuou, embora a torcida cruzeirense sempre pedisse a entrada dele no time titular.
Em 2009, rescindiu seu contrato com o São Paulo e foi para o Grêmio.
Jadilson estreou oficialmente pelo Grêmio em 21 de janeiro de 2008, em partida válida pelo Campeonato Gaúcho 2009, contra o Inter de Santa Maria, no Estádio Presidente Vargas. O jogo acabou em 1 a 1 e Jadilson entrou no segundo tempo, não marcando nenhum gol.
O lateral esquerdo foi anunciado no dia 5 de julho de 2011 como o novo reforço do Treze Futebol Clube, da Paraíba. Ele foi contratado, após o Galo da Borborema vencer a disputa judicial contra o Botafogo-PB, que lhe garantiu o título Estadual, e vai disputar a Série D do Campeonato Brasileiro com a camisa alvinegra.
Em agosto de 2011, Jadilson foi contratado pelo Anapolina.
Em janeiro de 2012, Jadílson foi contratado pelo CRB para a disputa do campeonato alagoano e da série B de 2012. O bom filho a casa torna.
Em 2014, disputa o Campeonato Baiano pelo Serrano Sport Club. Em junho, acertou com o Águia de Marabá, para ser titular.

## Títulos
Goiás
- Campeonato Goiano de 2006

São Paulo
- Campeonato Brasileiro de 2007

Cruzeiro
- Campeonato Mineiro: 2008

CRB
- Campeonato Alagoano: 2012

Serrano
- 1ª fase do Campeonato Baiano 2014

Remo
- Campeonato Paraense: 2015

## Prêmios
- Bola de Prata da Revista Placar em 2005
- Melhor jogador do Campeonato Goiano de 2006
- Seleção do Campeonato Baiano: 2013

## Estatísticas
| Clube  | Competição                        | Jogos | Gols |
| ------ | --------------------------------- | ----- | ---- |
| Grêmio | Campeonato Gaúcho 2009            | 12    | 0    |
| Grêmio | Copa Libertadores da América 2009 | 4     | 0    |
| Grêmio | Campeonato Brasileiro 2009        | 9     | 0    |

Atualizadas em 16 de agosto de 2009